# De bästa i helvetet
De bästa i helvetet, Ryska :(Лучшие в аду) är en rysk krigsfilm från 2022, filmen skilldrar strider mellan två grupper, "De vita" och "De gula", där de Vita ska föreställa Wagnergruppen och de Gula ska föreställa Ukrainska armén. Den ryska oligarken och affärsmannen Jevgenij Prigozjin var med och producerade filmen. Filmen hade lades först upp på hemsidan Yarus (ЯRUS) den 5e oktober 2022 men har sedan dess publicerats på Youtube.

## Handling
Filmen utspelar sig i vad som verkar vara ett sönderbombat industriområde i Mariupol och skilldrar strid i bebyggelse mellan "De vita" och "De gula". Filmen handlar om att "De vita" försöker erövra flera byggnader för att kunna lokalisera och förstöra ett ukrainsk artilleribatteri. "De vita" strider hus till hus, rum till rum, samtidigt som motståndet från "De gula" blir allt hårdare då de har avsikten att försvara byggnaderna till sista man.